# التيتانيك في الثقافة الشعبية

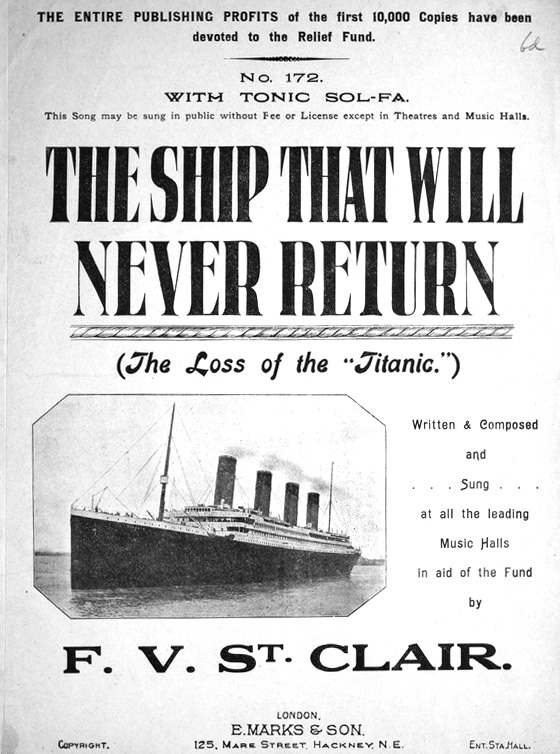

أدت السفينة آر إم إس تيتانيك دورًا بارزًا في الثقافة الشعبية منذ غرقها في عام 1912، إذ فُقِد أكثر من 1500 شخص من أصل 2500 كانوا على متنها. أصبحت الكارثة والسفينة نفسها موضعًا لاهتمام الناس سنوات عديدة. ألهمت العديد من الكتب والمسرحيات والأفلام والأغاني والقصائد والأعمال الفنية. فُسِرت القصة بأساليب مختلفة، ومن ذلك أنها تُعد رمزًا للغطرسة التكنولوجية، وأساسًا للتحسينات في إجراءات الأمان عند التعطل لتجنّب الكارثة، وقصة كلاسيكية عن الكوارث، وإدانة للانقسامات الطبقية في ذلك الوقت، ومآسي رومانسية مع البطولة الشخصية. وألهمت القصة كذلك العديد من الاستعارات الأخلاقية والاجتماعية والسياسية، وتُستخدم باستمرار قصةً تحذيرية عن الحدود التي ينبغي وضعها للحداثة والطموح.

## المواضيع
أُحيت ذكرى سفينة تيتانيك بطرق عديدة ومتنوعة خلال القرن، بعد غرقها في شمال المحيط الأطلسي سنة 1912. يقول د. برايان أندرسون إن غرق تيتانيك «أصبح جزءًا من أساطيرنا، راسخًا بقوة في الوعي الجمعي، وستستمر القصص عنها، لا لأنها يجب أن تُروى، بل لأننا بحاجة إلى روايتها».
ترجع شدة الاهتمام العام بكارثة تيتانيك في أعقابها مباشرة إلى التأثير النفسي العميق الذي أحدثته في الناس، لا سيما في العالم الناطق بالإنجليزية. يعلق وين كريج وايد قائلًا: «في أمريكا، لا يمكن مقارنة رد الفعل العميق على الكارثة إلا بآثار اغتيال لينكولن وكينيدي. لقد اهتز العالم الناطق باللغة الإنجليزية بالكامل. هذه المأساة تُعد نقطة تحول بين القرنين التاسع عشر والعشرين».
يصف جون ويلسون فوستر غرق سفينة تيتانيك بأنه «نهاية حقبة من الثقة والتفاؤل، والشعور بنقطة تحول جديدة». وبعد عامين فقط، انتهى ما يشير إليه إريك هوبسباوم بأنه «القرن التاسع عشر الطويل»، وذلك باندلاع الحرب العالمية الأولى.
في السنوات اللاحقة، وُجدت 3-4 موجات اهتمام رئيسية بالسفينة تيتانيك. تلت الموجة الأولى غرق السفينة مباشرة، وانتهت فجأة بسبب اندلاع الحرب العالمية الأولى، إذ كانت الحرب مصدر قلق أكبر وأكثر إلحاحًا بكثير لمعظم الناس. جاءت الموجة الثانية بالتزامن مع نشر كتاب والتر لورد «ليلة لا تُنسى» سنة 1955. أثار اكتشاف روبرت بالارد حطام تيتانيك سنة 1985 موجة جديدة من الاهتمام، عززها صدور فيلم جيمس كاميرون الذي يحمل اسم السفينة سنة 1997. وجاءت الموجة الرابعة والأخيرة بعد كارثة غرق سفينة كوستا كونكورديا سنة 2012، قبل أشهر قليلة من الذكرى المئوية لكارثة تيتانيك.
أدى المستوى العالي من الاهتمام العام بالكارثة إلى ردود فعل معارضة قوية في بعض الأوساط. كتب الروائي البحار المتقاعد جوزيف كونراد: «لا يعنيني الجانب الخاطئ والمكتوب، والجانب المسرحي في دروري لين -إشارة إلى المسرح الملكي في حي دروري لين في لندن- لهذا الحدث، الذي ليس بدراما ولا ميلودراما ولا مأساة، بل هو عرض يكشف ويفضح الحماقة المتغطرسة».
كذلك يشير فوستر إلى أنه يمكن اعتبار تيتانيك نفسها خشبة مسرح، مع فصلها الصارم بين الطبقات، والهندسة المعمارية التاريخية المصطنعة لتصميماتها الداخلية. كانت الرحلة الأولى في حد ذاتها تتسم بنسق مسرحي، إذ أبرزت الدعاية المسبقة الطبيعة التاريخية للرحلة الأولى لأكبر سفينة في العالم، وكان عدد كبير من الركاب على متنها خصوصًا لتلك المناسبة. يمكن اعتبار الركاب والطاقم أنماطًا لأدوار أصلية، يلخصها فوستر بأنها «رجل غني، ونجم اجتماعي، وبطل مجهول، وجبان، وشهيد، وبحار وضابط فاران من الخدمة، وآخرون ثابتون في مواضعهم، ومهاجر فقير، وبطل بارز، إلخ».
في مثل هذه التفسيرات، يمكن اعتبار قصة تيتانيك نوعًا من المسرحيات الأخلاقية. أما من وجهة نظر بديلة، حسب فوستر، يمكن النظر إلى تيتانيك بوصفها في مكان ما بين مأساة يونانية وإليزابيثية. موضوع الغطرسة في هيئة الثروة والمجد، الذي يتلخص في التعامل مع مصير غير مبالي في كارثة نهائية، هو إلى حد كبير موضوع مأخوذ من المآسي اليونانية الكلاسيكية. تتطابق القصة أيضًا مع نموذج المآسي الإليزابيثية، مع حلقات من البطولة والكوميديا والسخرية والوجدانية ثم المأساة. باختصار، مجرد حقيقة أن القصة يمكن رؤيتها بسهولة أنها تناسب قالبًا دراميًا راسخًا كهذا جعلت من الصعب عدم تفسيرها بهذه الطريقة.
تصف ستيفاني باركزيفسكي الكارثة بأنها «إحدى أكثر الأحداث إثارةً للاهتمام في تاريخ البشرية»، إذ حددت عددًا من العوامل وراء استمرار شعبية قصة تيتانيك. إن إنشاء السفينة ودمارها رمزان لما يمكن للبراعة البشرية تحقيقه، ومدى سهولة أن تفشل هذه البراعة نفسها وتخسر في مواجهة قصيرة وعشوائية مع قوى الطبيعة. تُعد الجوانب الإنسانية للقصة أيضًا مثيرةً للاهتمام، إذ يتفاعل الأفراد المختلفون بأساليب مختلفة تمامًا مع خطر الموت، من قبول مصيرهم إلى الصراع من أجل البقاء. اضطر العديد ممن كانوا على متن السفينة إلى اتخاذ خيارات مستحيلة في علاقاتهم: مثل البقاء على متن السفينة مع الأزواج والأبناء أو الهروب، ربما بمفردهم، والبقاء على قيد الحياة إذ قد يواجهوا مستقبلًا مجهولًا. تخلص باركزيفسكي إلى أن القصة، في البداية، تصدم الناس وتعمل على إخراجهم من حالة الرضا عن ذواتهم المتغطرسة: «إذ تذكرنا القصة في جوهرها بحدودنا».
أُطلق على الكارثة أنها حدث -لشدة مأساته- أوقفت حقيقته الثابتة والمنتظمة كالساعة عمل الزمن، ليُصبِح رمزًا مؤلمًا لا يُنسى. ليس رمزًا واحدًا بل رموز كثيرة. وصفها المؤرخ الثقافي ستيفن بيل بأنها «رموز متضاربة، كلها يتنافس لتحديد الأهمية الاجتماعية والسياسية الأوسع للكارثة، للإصرار على أن هذا هو المعنى الحقيقي، الدرس الحقيقي».
فُسِرَ غرق سفينة تيتانيك بطرق عديدة، إذ نظر البعض إليه من منظور ديني أنه رمز للحكم الإلهي على الجشع والكبرياء والبذخ. في حين يفسر آخرون الكارثة أنها عرض للأخلاق المسيحية والتضحية بالنفس بين من بقوا على متنها حتى تتمكن النساء والأطفال من الهروب. يمكن أن يُنظر إليه من منظور اجتماعي أنه ينقل رسائل حول الطبقات الاجتماعية والعلاقات بين الجنسين. بدا بروتوكول «النساء والأطفال أولاً» بالنسبة للبعض عاملًا مؤكدًا للوضع «الطبيعي» تجاه النساء الخاضعات للرجل الشهم، وهي وجهة نظر يرفضها المدافعون عن حقوق المرأة. يرى البعض أن تضحية أصحاب الملايين مثل جون جاكوب أستور وبنجامين غوغنهايم ما هو إلا دليل على الكرم والتفوق الأخلاقي للأثرياء وذوي النفوذ، في حين يُنظر إلى عدد القتلى المرتفع للغاية بين ركاب الدرجة الثالثة وأفراد الطاقم دليلًا على إهمال الطبقات العاملة. يعتقد العديدون أن سلوك الركاب والطاقم الأنجلو-أمريكي أساسًا أظهر تفوق «القيم الأنجلوساكسونية» خلال الأزمة. في حين ينظر آخرون إلى الكارثة أنها نتيجة لغطرسة أصحاب السفينة والنخبة الأنجلو-أمريكية، أو دليل على حماقة وضع الثقة في التكنولوجيا والتقدم. ضمنت هذه المجموعة الواسعة من التفسيرات أن الكارثة كانت موضوع مثيرًا للاهتمام والنقاش لعقود.